# Augusto di Württemberg
Federico Augusto Eberardo di Württemberg (Stoccarda, 24 gennaio 1813 – Zehdenick, 12 gennaio 1885) è stato un generale prussiano.

## Biografia
Augusto era il quinto e il più giovane dei figli del principe Paolo Federico di Württemberg (fratello del re Guglielmo I di Württemberg), e di sua moglie, la principessa Carlotta di Sassonia-Hildburghausen.
Dopo 16 anni di servizio militare prestati nell'esercito del Regno di Württemberg, nel 1831 Augusto venne promosso al grado di Rittmeister nel 1º reggimento di cavalleria. Nell'aprile del 1831 ottenne il permesso dallo zio Guglielmo I di entrare a far parte dell'esercito prussiano col quale il Württemberg era alleato.
Nell'esercito prussiano Augusto venne inizialmente assegnato al reggimento delle guardie del corpo del re e successivamente venne promosso Maggiore. Nel 1836 venne promosso al rango di Luogotenente Colonnello e nel 1838 divenne Colonnello, passando al reggimento di corazzieri della guardia. Nel 1844, come Maggiore Generale, Augusto assunse il comando della 1ª brigata di cavalleria e nel 1850 venne promosso al grado di Luogotenente Generale. Dopo una breve interruzione di due anni dal 1854 al 1856, egli comandò la 7ª divisione a Magdeburgo, ma rimase inquadrato nei reparti di cavalleria. Nel settembre del 1857 prestò servizio come comandante generale del 3º corpo d'armata ma il 3 giugno 1858 passò al comando della prestigiosa Guardia reale prussiana, posizione che mantenne per i vent'anni successivi.

### La guerra austro-prussiana
Nella guerra austro-prussiana del 1866, Augusto prese nuovamente le armi sotto il comando dell'allora principe ereditario Federico di Prussia come comandante generale di cavalleria nelle vittoriose battaglie di Soor e Burkersdorf. Si distinse grandemente anche nella battaglia di Sadowa del 3 luglio 1866 occupando poi la città di Chlum con le proprie truppe. Dopo questa campagna l'imperatore Guglielmo I di Germania ricompensò Augusto con la medaglia dell'ordine Pour le Mérite e lo nominò capo del 10º reggimento di ulani di Posen a Züllichau che mantenne simbolicamente il suo nome sino alla dissoluzione del corpo nel 1919.

### La guerra franco-prussiana
Nell'ambito della guerra franco-prussiana, Augusto prese parte alla Battaglia di Gravelotte il 18 agosto 1870 dove le sue truppe scelte della Guardia reale prussiana, mandate all'attacco allo scoperto contro le solide posizioni francesi, subirono forti perdite; solo l'intervento del XII corpo d'armata sassone, che aggirò sul fianco le linee nemiche, permise di vincere ugualmente la battaglia. Il corpo della Guardia prussiana venne successivamente inquadrato nella Maasarmee sotto il comando di Alberto, principe ereditario di Sassonia col quale prese parte alla Battaglia di Sedan, dove le sue truppe ebbero modo di distinguersi (scontri nel Bois de la Garenne), ed a parte dell'Assedio di Parigi.
Dopo la fine della guerra Augusto venne ricevuto personalmente dal Kaiser che gli conferì la corona d'alloro per l'Ordine Pour le Mérite, oltre ad entrambe le classi della Croce di Ferro. Il 2 settembre 1873 venne nominato Colonnello Generale di cavalleria col grado di Feldmaresciallo. Chiamato a sostituire il feldmaresciallo Friedrich von Wrangel, Augusto venne trasferito nel giugno del 1878 al comando superiore dove rimase per quattro anni. Il 24 agosto 1882 chiese di essere messo a riposto e ricevette la croce di cavaliere dell'Ordine dell'Aquila Nera direttamente dall'Imperatore.

### Gli ultimi anni
Augusto morì a Zehdenick presso Berlino il 12 gennaio 1885. La sua morte avvenne per un malore durante un viaggio di caccia. I suoi funerali si svolsero quattro giorni dopo a Berlino nella Garnisonkirche. La salma venne trasferita poi al Castello di Ludwigsburg dove trovò sepoltura nella cappella locale.

### Matrimonio e figli
Augusto sposò morganaticamente Marie Bethge il 14 novembre 1868. La coppia ebbe una sola figlia femmina:
- Caterina Guglielmina Elena Carlotta Augusta Edvige di Wardenberg (Berlino, 18 aprile 1865  – Potsdam, 25 settembre 1938)

## Ascendenza
|                                        |                                                     |                                                          | Genitori                                                   |  |  | Nonni |  |  | Bisnonni                              |  |  | Trisnonni                             |  |
|                                        |                                                     |                                                          |                                                            |  |  |       |  |  | 8. Federico II Eugenio di Württemberg |  |  | 16. Carlo I Alessandro di Württemberg |  |
|                                        |                                                     |                                                          |                                                            |  |  |       |  |  | 8. Federico II Eugenio di Württemberg |  |  | 16. Carlo I Alessandro di Württemberg |  |
|                                        |                                                     | 17. Maria Augusta di Thurn und Taxis                     |                                                            |  |  |       |  |  | 8. Federico II Eugenio di Württemberg |  |  |                                       |  |
| 4. Federico I di Württemberg           |                                                     |                                                          |                                                            |  |  |       |  |  | 8. Federico II Eugenio di Württemberg |  |  |                                       |  |
|                                        |                                                     | 9. Federica Dorotea di Brandeburgo-Schwedt               | 18. Federico Guglielmo di Brandeburgo-Schwedt              |  |  |       |  |  |                                       |  |  |                                       |  |
|                                        |                                                     | 9. Federica Dorotea di Brandeburgo-Schwedt               | 18. Federico Guglielmo di Brandeburgo-Schwedt              |  |  |       |  |  |                                       |  |  |                                       |  |
|                                        |                                                     | 9. Federica Dorotea di Brandeburgo-Schwedt               | 19. Sofia Dorotea di Prussia                               |  |  |       |  |  |                                       |  |  |                                       |  |
| 2. Paolo Federico di Württemberg       |                                                     | 9. Federica Dorotea di Brandeburgo-Schwedt               |                                                            |  |  |       |  |  |                                       |  |  |                                       |  |
|                                        |                                                     | 10. Carlo Guglielmo Ferdinando di Brunswick-Wolfenbüttel | 20. Carlo I di Brunswick-Wolfenbüttel                      |  |  |       |  |  |                                       |  |  |                                       |  |
|                                        |                                                     | 10. Carlo Guglielmo Ferdinando di Brunswick-Wolfenbüttel | 20. Carlo I di Brunswick-Wolfenbüttel                      |  |  |       |  |  |                                       |  |  |                                       |  |
|                                        |                                                     | 10. Carlo Guglielmo Ferdinando di Brunswick-Wolfenbüttel | 21. Filippina Carlotta di Prussia                          |  |  |       |  |  |                                       |  |  |                                       |  |
| 5. Augusta di Brunswick-Wolfenbüttel   |                                                     | 10. Carlo Guglielmo Ferdinando di Brunswick-Wolfenbüttel |                                                            |  |  |       |  |  |                                       |  |  |                                       |  |
|                                        |                                                     | 11. Augusta di Hannover                                  | 22. Federico, principe del Galles                          |  |  |       |  |  |                                       |  |  |                                       |  |
|                                        |                                                     | 11. Augusta di Hannover                                  | 22. Federico, principe del Galles                          |  |  |       |  |  |                                       |  |  |                                       |  |
|                                        |                                                     | 11. Augusta di Hannover                                  | 23. Augusta di Sassonia-Gotha-Altenburg                    |  |  |       |  |  |                                       |  |  |                                       |  |
| 1. Augusto di Württemberg              |                                                     | 11. Augusta di Hannover                                  |                                                            |  |  |       |  |  |                                       |  |  |                                       |  |
|                                        | 12. Ernesto Federico III di Sassonia-Hildburghausen | 24. Ernesto Federico II di Sassonia-Hildburghausen       |                                                            |  |  |       |  |  |                                       |  |  |                                       |  |
|                                        | 12. Ernesto Federico III di Sassonia-Hildburghausen | 24. Ernesto Federico II di Sassonia-Hildburghausen       |                                                            |  |  |       |  |  |                                       |  |  |                                       |  |
|                                        | 12. Ernesto Federico III di Sassonia-Hildburghausen | 25. Carolina di Erbach-Fürstenau                         |                                                            |  |  |       |  |  |                                       |  |  |                                       |  |
| 6. Federico di Sassonia-Altenburg      | 12. Ernesto Federico III di Sassonia-Hildburghausen |                                                          |                                                            |  |  |       |  |  |                                       |  |  |                                       |  |
|                                        |                                                     | 13. Ernestina Augusta di Sassonia-Weimar                 | 26. Ernesto Augusto I di Sassonia-Weimar                   |  |  |       |  |  |                                       |  |  |                                       |  |
|                                        |                                                     | 13. Ernestina Augusta di Sassonia-Weimar                 | 26. Ernesto Augusto I di Sassonia-Weimar                   |  |  |       |  |  |                                       |  |  |                                       |  |
|                                        |                                                     | 13. Ernestina Augusta di Sassonia-Weimar                 | 27. Sofia Carlotta di Brandeburgo-Bayreuth                 |  |  |       |  |  |                                       |  |  |                                       |  |
| 3. Carlotta di Sassonia-Hildburghausen |                                                     | 13. Ernestina Augusta di Sassonia-Weimar                 |                                                            |  |  |       |  |  |                                       |  |  |                                       |  |
|                                        |                                                     | 14. Carlo II di Meclemburgo-Strelitz                     | 28. Carlo Ludovico Federico di Meclemburgo-Strelitz        |  |  |       |  |  |                                       |  |  |                                       |  |
|                                        |                                                     | 14. Carlo II di Meclemburgo-Strelitz                     | 28. Carlo Ludovico Federico di Meclemburgo-Strelitz        |  |  |       |  |  |                                       |  |  |                                       |  |
|                                        |                                                     | 14. Carlo II di Meclemburgo-Strelitz                     | 29. Elisabetta Albertina di Sassonia-Hildburghausen        |  |  |       |  |  |                                       |  |  |                                       |  |
| 7. Carlotta di Meclemburgo-Strelitz    |                                                     | 14. Carlo II di Meclemburgo-Strelitz                     |                                                            |  |  |       |  |  |                                       |  |  |                                       |  |
|                                        |                                                     | 15. Federica d'Assia-Darmstadt                           | 30. Giorgio Guglielmo d'Assia-Darmstadt                    |  |  |       |  |  |                                       |  |  |                                       |  |
|                                        |                                                     | 15. Federica d'Assia-Darmstadt                           | 30. Giorgio Guglielmo d'Assia-Darmstadt                    |  |  |       |  |  |                                       |  |  |                                       |  |
|                                        |                                                     | 15. Federica d'Assia-Darmstadt                           | 31. Maria Luisa Albertina di Leiningen-Dagsburg-Falkenburg |  |  |       |  |  |                                       |  |  |                                       |  |
|                                        |                                                     | 15. Federica d'Assia-Darmstadt                           |                                                            |  |  |       |  |  |                                       |  |  |                                       |  |